# 尼克·马尔孔
尼克·马尔孔（荷蘭語：Nick Marcoen，1994年7月19日—），比利時男子羽毛球運動員。

## 簡歷
2014年5月，尼克·马尔孔出戰里加羽毛球國際賽，與弗洛·万登霍克合作打進混合雙打比賽決賽，最終以1比2（9-21、21-10、12-21）不敵對手，僅得亞軍。

## 主要比賽成績
只列出曾進入準決賽的國際賽事成績：
| 年份   | 賽事             | 公開賽級別 | 項目     | 拍檔          | 成績 |
| ------ | ---------------- | ---------- | -------- | ------------- | ---- |
| 2014年 | 里加羽毛球國際賽 | 未來系列賽 | 混合雙打 | 弗洛·万登霍克 | 亞軍 |

| 2007-2017年 | 首要超級賽 | 超級賽 | 黃金大獎賽 | 大獎賽 | 國際挑戰賽 | 國際系列賽 | 未來系列賽 | 其他 |

| 2018-2026年 | 總決賽 | 超級1000賽 | 超級750賽 | 超級500賽 | 超級300賽 | 超級100賽 | 國際挑戰賽 | 國際系列賽 | 未來系列賽 | 其他 |